# Скінс
«Скінс» (англ. Skins) — британський драматичний телесеріал про життя групи підлітків 16—18 років із Бристоля. Серіал створений телесценаристами Браяном Елслі та його сином Джеймі Бріттаном для Company Pictures. Прем'єра відбулася на каналі E4 25 січня 2007. Зйомки проходили в Бристолі, шкільні сцени було знято в Академії Джона Кобота та Коледжі Філтона.
Весь перший сезон став доступним на DVD 24 вересня 2007. Другий сезон розпочався 11 лютого 2008 року. Третій сезон - 22 січня 2009 року. Четвертий сезон – 28 січня 2010 року.
5 серпня 2010 року канал E4 оголосив імена нового акторського складу п'ятого сезону телесеріалу. Прем'єра п'ятого сезону відбулася 27 січня 2011. Шостий сезон стартував у січні 2012 року, а сьомий та заключний – 1 липня 2013 року.

## Основні персонажі

### Перше покоління
- Ентоні "Тоні" Стонем (Ніколас Голт) — привабливий, розумний і популярний юнак. Його маніпуляції оточення часто не помічає, але вони стають каталізатором більшості подій у серіалі. Улюбленець дівчат.

- Сідні "Сід" Дженкінс (Майк Бейлі) — найкращий друг Тоні, але при цьому - повна його протилежність. Він не впевнений у собі, сором'язливий і має труднощі з навчанням. На початку першого сезону він був закоханий у Мішель, дівчину його друга, але пізніше почав стосунки з Кессі.

- Мішель "Шелл" Річардсон (Ейпріл Пірсон) — дівчина Тоні. На перший погляд, вона здається поверховою, самовдоволеною і зарозумілою, але вона старанно вчиться, вивчає іспанську та французьку і в емоційному плані є зрілою особистістю.

- Кассандра "Кессі" Ейнсворт (Ганна Мюррей) — досить ексцентрична дівчина з анорексією. Кессі намагається приховати свої проблеми з психікою, які виникли через те, що батьки ігнорують її, займаючись своїм новонародженим сином. Дівчина закохана в Сіда.
- Крістофер "Кріс" Майлс (Джо Демпсі) — король вечірок. У нього складне життя: його брат помер у юному віці від спадкового субарахноїдального крововиливу, а сам Кріс живе один окремо від батька та матері. Він був закоханий у свою учительку психології Енджі (Сіван Морріс).
- Джеландер "Джел" Фейзер (Ларіса Вілсон) — талановита кларнетистка. Її мати пішла з сім'ї й залишила її з батьком, відомим музикантом, і двома братами, які хотіли б стати реперами. Вона дуже добре дружить з Мішель.
- Максі Олівер (Мітч Хьюер) — відкритий гей, що має пристрасть до танців. Друзі та його родина підтримують Максі, хоча він часто свариться з батьком через свої плани на майбутнє.
- Анвар Кхаррал (Дев Пател) — найкращий друг Максі, що вихований в ісламській родині. Хлопець вживає алкоголь та наркотики, попри те, що його релігія це не схвалює. У нього незвичайний характер, йому властиві дурні витівки та дивне почуття гумору.
- Елізабет "Ефф" Стонем (Кая Скоделаріо) — молодша сестра Тоні, багато в чому схожа на нього. Вона загадкова та схильна до маніпуляцій. Може передбачити реакцію людини та зіграти на почуттях.
- Ебігейл Шток (Джорджина Моффат) — яскрава школярка зі схильністю до соціопатії. У першому сезоні в неї зав'язуються короткі стосунки з Тоні.

Також, у другому сезоні першого покоління як основний персонаж з'явилася Люсі, більш відома як "Скетч" (Еймі-Фіон Едвардс), спокійна дівчина з Уельсу. Скетч живе неподалік будинку Максі й досить часто спостерігає за ним. Скетч піклується про свою матір, Шейлу, у якої розсіяний склероз. Пізніше між Анваром та Люсі зав'язуються стосунки, які, однак, ні до чого не призводять.

### Друге покоління
- Елізабет "Еффі" Стонем (Кая Скоделаріо) — молодша сестра Тоні, що стає головним персонажем у другому поколінні. Еффі гарна, популярна, але також буває тихою та відстороненою.
- Пандора "Панда" Мун (Ліза Беквелл) — подруга Еффі, яка вперше з’явилася в другому сезоні. Вона невинна в сексуальному і наркотичному світі, але готова і бажає досліджувати його, щоб бути такою, як її подруга.
- Томас "Томо" Томоне (Мервей Лукеба) — іммігрант із Конго, має морально чесний світогляд і добросердечний характер. Хлопець знаходиться в романтичних стосунках із Пандорою.
- Джеймс Кук (Джек О'Коннелл) — харизматичний і товариський хлопець, що часто буває буйним. Він не боїться влади, а його розпущеність іноді стає причиною багатьох подій в серіалі. Ще з дитинства він дружить з Фредді та Джей Джеєм.
- Фредерік "Фредді" МакКлер (Люк Паскуаліно) — скейтер. Хлопець є більш розумним і відповідальним, ніж Кук. Обох друзів тягне до Еффі, через що вони часто сваряться.
- Джона Джеремайя "Джей Джей" Джонс (Оллі Барб'єрі) — хлопець з синдромом Аспергера. Через хворобу йому важко адаптовуватися в суспільстві, тому він навчився використовувати магічні фокуси, щоб заводити друзів. Джей Джей також закоханий в Еффі, але вона звертає на нього найменше уваги.
- Кетрін "Кеті" Фітч (Меган Прескотт) — сестра-близнючка Емілі. Кеті дуже високої думки про себе і хоче зайняти місце королеви компанії, що належить Еффі. Гомофобія Кеті призводить до проблем між сестрами, коли Емілі усвідомлює свою гомосексуальність.
- Емілі "Емс" Фітч (Кетрін Прескотт) — сестра-близнючка Кеті, що звикла бути в тіні сестри. Дівчина закохана в Наомі Кемпбелл, а також зав’язує хороші дружні стосунки з Джей Джеєм.
- Наомі Кемпбелл (Лілі Лавлесс) — запальна, політично активна й пристрасна дівчина з ідеалістичними поглядами та великою кількістю амбіцій. Закохана в Емілі Фітч.

У другому поколінні також періодично з'являються й інші персонажі, наприклад Карен МакКлер (Кларіз Клейтон) —  старша сестра Фредді, яка відчайдушно прагне стати відомою. Маккензі Крук зіграв Джонні Уайта, бристольського гангстера, а Джорджія Хеншоу зіграла Лару, нову дівчину Джей Джея.

### Третє покоління
- Франческа "Френкі" Фіцджеральд (Дакота Блю Річардс) — дівчина, що вважається аутсайдером, оскільки вона прибула на навчання на свій перший рік у коледжі з трьома тижнями запізнення після переїзду до Бристоля з Оксфорда. Вона розумна та креативна, але інші сприймають її як дивну дівчину, в основному через її андрогінний стиль в одязі.
- Алоізіус "Ало" Кріві (Вілл Меррік) — простий позитивний хлопець, який живе на фермі. Він завжди налаштований оптимістично. Його найкращий друг - Річард "Річ" Хардбек (Алекс Арнольд) — хлопець із родини середнього класу, що занурений у субкультуру металістів.

- Мінерва "Міні" МакГіннесс (Фрея Мейвор) — найкраща подруга Лів та Грейс. На момент появи Френкі в коледжі Міні вже поставила себе на місце королеви коледжу. Вона приховує власну беззахисність (наприклад, цноту) жорстоким ставленням до Френкі та до оточуючих.
- Ніколас "Нік" Леван (Шон Тіл) — бойфренд Міні, спортсмен та один із найпопулярніших хлопців коледжу. Його популярність є символом статусності для Міні, але його почуття до неї поверхові.
- Метью "Метті" Леван (Себастіан Де Соуза) — брат Ніка. Він має напружені стосунки з сім'єю, займається кримінальними речами та живе окремо від родини після сварки з батьком.
- Олівія "Лів" Мелоун (Лея Льюїс) — найкраща подруга Міні та Грейс. З двох подруг Лів більш віддана Міні. У шостому сезоні знайомиться з геєм Алексом, який стає її найкращим другом.
- Грейс Вайолет Блад (Джессіка Сула) — найкраща подруга Міні та Лів. На відміну від Лів, Грейс мила, добра та оптимістично налаштована дівчина. Вона починає віддалятися від Міні, коли бачить її ставлення до Френкі, і в першій серії зав'язує дружбу з аутсайдерами Френкі, Річем та Ало.
- Александр "Алекс" Хенлі (Сем Джексон) - гей, який стає близьким другом Лів.

## Сюжет

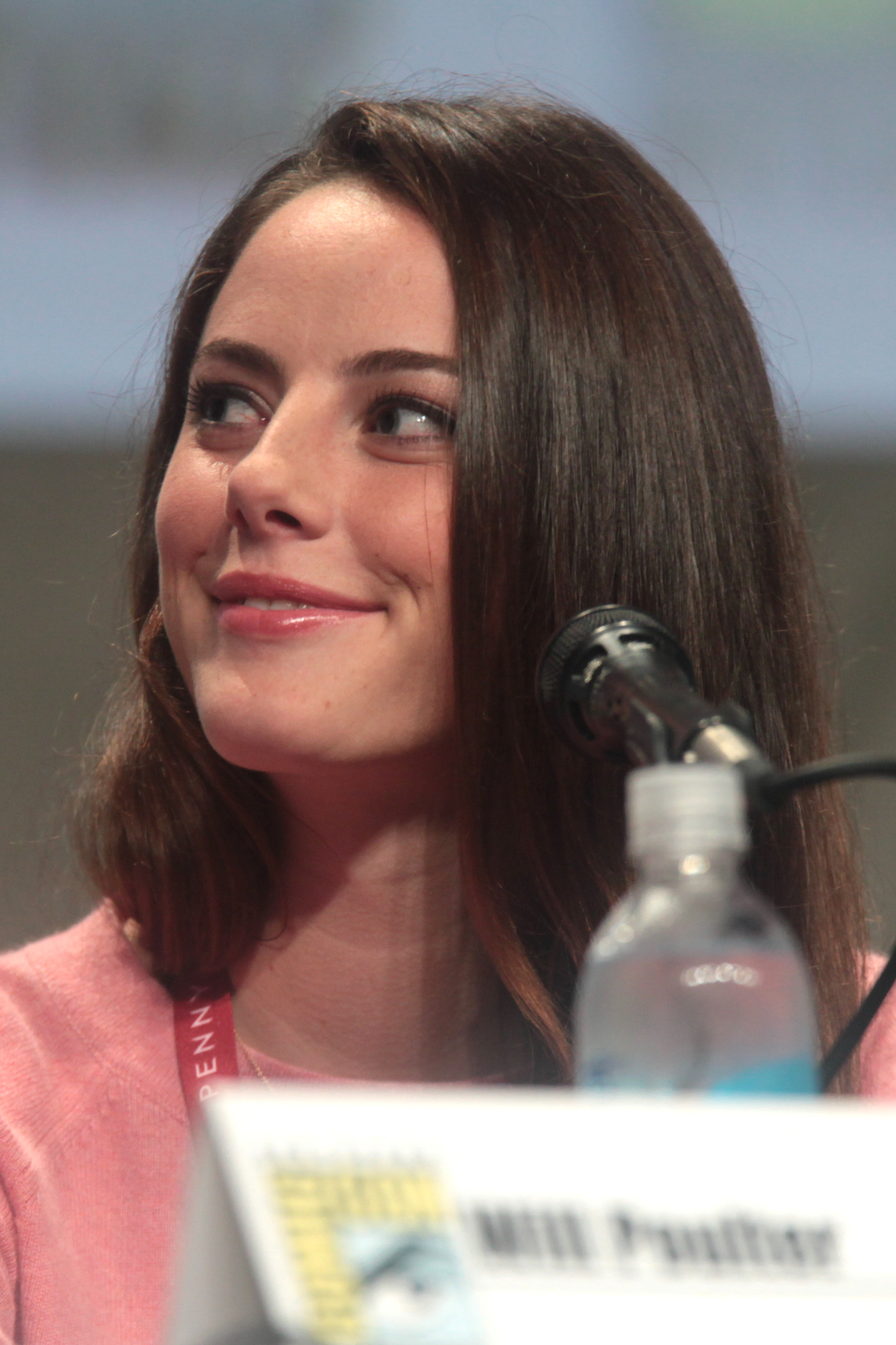
Кая Скоделаріо знялася відразу у двох поколіннях серіалу, а також в сьомому сезоні.

Телесеріал розповідає про життя групи підлітків 16—18 років із Бристоля, які вчаться в старшій школі або коледжі. Кожна серія розкриває свою окрему тему, яка стосується одного з героїв, проте є кілька спільних сюжетних ліній. Кожні два сезони акторський склад повністю змінюється, проте Кая Скоделаріо, що зіграла Еффі Стонем, була присутня у двох поколіннях. У серіалі розкриваються такі поняття як дисфункціональна сім'я, психічні розлади, сексуальна самоідентифікація, смерть.
Назви епізодів серіалу збігаються з іменами героїв, яким наділено найбільше уваги в даній серії. Супровідні титри на початку кожної серії - це короткий кількасекундний відеоролик про героя цього епізоду. Перший та останній епізоди кожного сезону найчастіше присвячені всім героям одразу.

### Перший сезон
У першому епізоді «Тоні» відбувається перша зустріч із усіма героями. Наступні епізоди «Кессі», «Джел», «Кріс», «Сід» та «Мішель» розповідають про одного з героїв, а в епізоді «Максі та Анвар» історії двох персонажів перетинаються. Восьмий епізод «Еффі» більше розповідає не про саму героїню, а про Сіда та Тоні, які шукають її. Фінальна серія була загальною.
Перший епізод знайомить нас із Тоні Стонемом та його молодшою сестрою Еффі. Тоні - старанний учень, його люблять вчителі та батьки друзів, він розумний, начитаний і ввічливий. З іншого боку, він — завсідник і зірка найгучніших вечірок, маніпулятор, який цинічно сприймає життя. Також у першому епізоді з'являється одна з основних любовних ліній серіалу: Кессі-Сід-Мішель. Закоханий у дівчину свого кращого друга, Сід не помічає симпатію Кессі до нього. Дівчині присвячений другий епізод. Кессі через анорексію змушена відвідувати психіатричну клініку. У розмові з Сідом вона пояснює свою хворобу байдужістю оточуючих. 
Третій епізод оповідає про Джел, яка готується до виступу на найпрестижнішому музичному конкурсі. У серії також розповідається про непрості взаємини дівчини з її батьком, відомим реп-музикантом. У четвертому епізоді йдеться про Кріса, мати якого покидає його, залишаючи йому 1000 фунтів. Ці гроші Кріс витрачає на організацію вечірки у власному будинку, куди запрошує і вчительку психології Енджі, яку він закоханий. 
П'ятий епізод розповідає нам про Сіда, який намагається вирішити свої проблеми з навчанням, тоді як Тоні намагається звести його з Мішель. Серце Кессі розбите, і вона робить спробу самогубства. У шостому епізоді герої летять на екскурсію до Росії. Епізод присвячений найкращим друзям мусульманинові Анвару та гею Максі. Відносини Кріса та вчительки розвиваються, а Анвар знайомиться з російською дівчиною. У наступній серії Мішель, дізнавшись про численні зв'язки Тоні, кидає його і починає стосунки з Джошем, братом Еббі, однією з численних дівчат Тоні. Розлючений таким розвитком подій, Тоні відправляє всім з телефону Джоша відверті фотографії Еббі, чим відштовхує від нього Мішель. У восьмому епізоді головною героїнею є Еффі, молодша сестра Тоні, яка мовчала протягом усіх попередніх семи серій. Протягом усього епізоду Тоні шукає її, а коли знаходить, дізнається, що вона стала жертвою Джоша, який помстився йому за Мішель. В останній серії першого сезону Сід повністю усвідомлює свої почуття до Кессі, а Тоні під час телефонної розмови з Мішель потрапляє під автобус. Сезон закінчується піснею Кета Стівенса "Wild World", яку виконують герої серіалу.
Спеціальний невеликий епізод «Секретна вечірка» було знято 2 серпня 2007 року і викладено на MySpace.

### Другий сезон

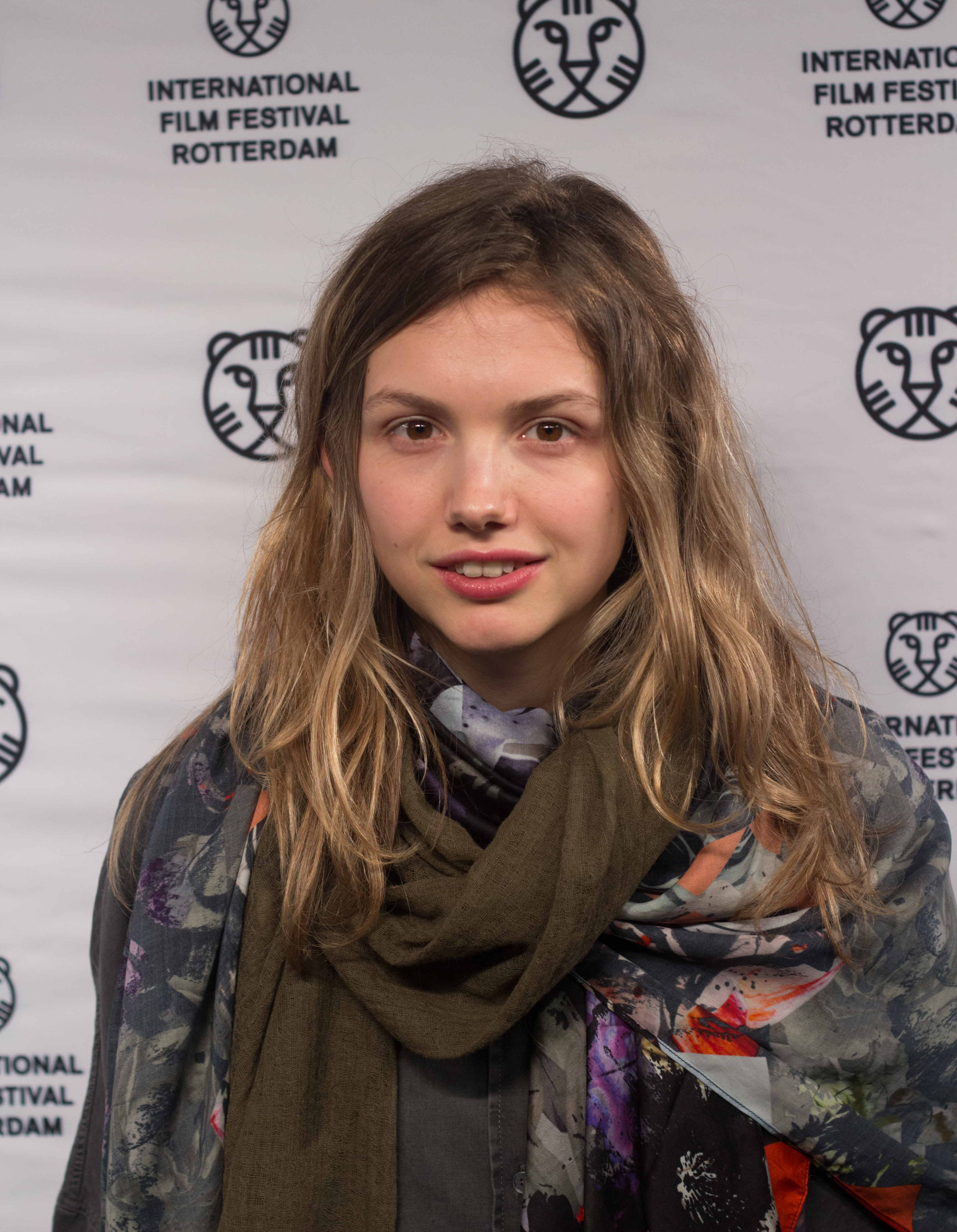
Ганна Мюррей (на фото), зіграла Кессі Ейнсворт у першому поколінні. Вона також з'явилася у сьомому сезоні.

Прем'єра другого сезону відбулася 11 лютого 2008 на каналі E4. У другому сезоні Тоні, який потрапив під автобус, намагається прийти до тями. Через проблеми зі здоров'ям його характер на якийсь час змінюється, а Еббі, яка скористалася його амнезією, називається його дівчиною. Однак, зрештою, все стає на свої місця, і відносини Тоні з Мішель відновлюються. Набагато більше, ніж у першому сезоні, уваги приділено сестрі Тоні - Еффі. У сьомому епізоді вона знайомиться з дивною дівчинкою Пандорою, яка стає згодом її подругою. Через втрату свого батька Сід плутається в собі, шукаючи допомоги від Кессі, яка, як вважає Сід, зраджувала йому, поки була в Шотландії.
Мішель було дуже важко перенести все, що сталося з Тоні, тому на своєму дні народженні цілується з Сідом. Після повернення додому, дізнавшись про те, що Сід тепер з Мішель, Кессі сердиться на свого «хлопця» і відмовляється відновлювати стосунки. Однак у сьомому епізоді Еффі допомагає їм помиритись. У Максі закохується Скетч - дівчина, яка була готова на все заради свого коханого, навіть незважаючи на те, що він гей. У неї пізніше зав'язуються стосунки з Анваром. Кріс і Джел закохуються один в одного, дівчина вагітніє. У результаті перед Джел постає важкий вибір: залишити дитину або зробити аборт і вступити до музичного коледжу, про який вона завжди мріяла.
У передостанньому епізоді Кріс помирає від пухлини мозку, через що Кессі їде до Нью-Йорка. В останньому, десятому, епізоді другого сезону, Сід їде теж їде до Нью-Йорка на пошуки Кессі. Максі зі своїм хлопцем їдуть до Лондона, до них приєднується і Анвар. Тоні і Мішель вступають до різних університетів. Місце Тоні і в прямому, і в переносному сенсі займає Еффі, адже вона переселилася в кімнату старшого брата, що звільнилася, і стала головною героїнею наступних двох сезонів.

### Третій сезон

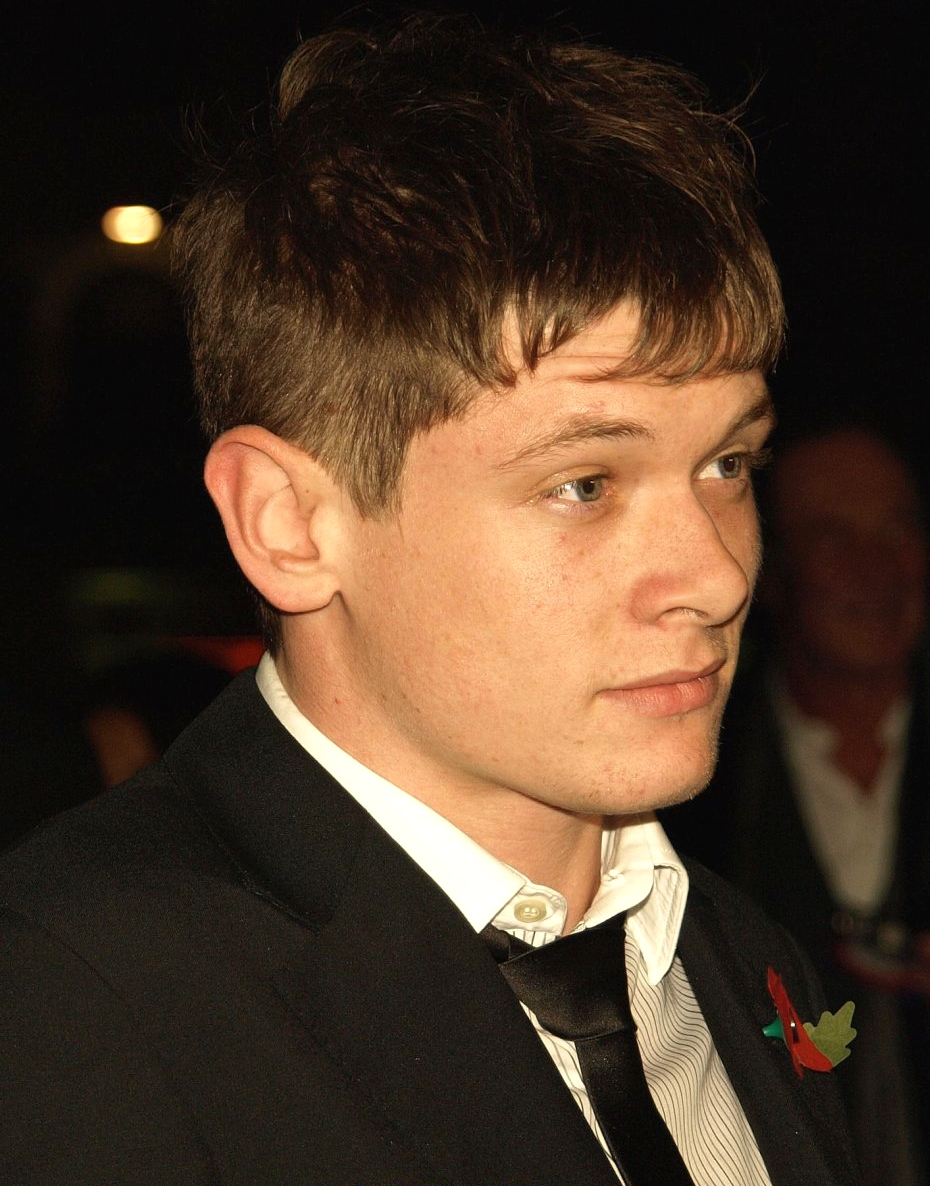
О'Коннелл вперше отримав популярність саме завдяки ролі проблемного підлітка Джеймса Кука

Прем'єра третього сезону відбулася у січні 2009 року. Головним персонажем цього сезону стала Еффі. Разом із подругою Пандорою вона переходить зі школи для дівчаток до коледжу, де навчалися герої попередніх двох сезонів. Там вона знайомиться з близнючками Кеті та Емілі, відповідальною Наомі, а також із загадковими друзями Куком, Фредді та Джей-Джеєм. Сором'язлива Емілі закохана в Наомі, і та зрештою відповідає їй взаємністю. Пандора знайомиться з хлопцем із Африки Томасом. Однак основною сюжетною лінією є відносини Еффі та трьох закоханих у неї друзів. Хоча в останній серії Еффі розповідає Фредді про свої почуття, фінал залишається відкритим.

### Четвертий сезон
У клубі, де працює ді-джеєм Томас, скидається з балкона молода дівчина Софія, що була під дією наркотиків. Через те, що сталося, Томаса звільняють з роботи, а всіх, хто був того дня в клубі, допитує поліція. Пізніше Томас знайомиться з донькою священика, яка навчається, як і він, у коледжі Раундв'ю, і зраджує з нею Пандорі. Протягом усієї першої серії він намагається дізнатися, хто дав Софії наркотики, і спочатку підозрює Кука, але зрештою виявляється, що їх продала Наомі, якій були потрібні гроші. У самому кінці першої серії Томас приходить з вибаченнями до Пандори, але вона його не прощає, як веліла їй Еффі.
Друга серія починається з того, що, допитуючи Емілі та Наомі, інспектор анітрохи не сумнівається, що вони були знайомі з мертвою Софією. Після допиту Емілі намагається з'ясувати у Наомі, чи знає і справді та загиблу дівчину, але Наомі мовчить. Емілі проводить власне розслідування, з якого вона дізнається, що Наомі зрадила її з Софією. Еффі божеволіє від любові до Фредді і впадає в депресію. Джей-Джей знайомиться з дівчиною на роботі і запрошує її на побачення. Згодом він дізнається, що та має сина, але його це не бентежить. Кеті дізнається, що може мати дітей. Після спроби покінчити життя самогубством Еффі потрапляє до лікарні. Фредді думає, що психіатр Еффі, Джон Фостер, лише шкодить дівчині. У передостанній серії Фостер убиває Фредді битою. Кук знаходить у квартирі психіатра закривавлені речі Фредді. Фостер каже, що тільки він гідний Еффі. Джеймс люто кричить «Я - Кук!» і кидається на Джона. Сезон закінчується. Фінал залишається відкритим.

### П'ятий сезон
Сезон починається з вступу до коледжу нової дівчини-неформалки на ім'я Френкі, до якої відчуває таємну нелюбов найпопулярніша дівчина класу на ім'я Міні. На початку вона вдає, що Френкі раді в її компанії, але у вирішальний момент відвертається від неї. Подруга Міні, Грейс, знову починає дружбу з Френкі та іншими «аутсайдерами» школи — металістом Річем і фермером Ало. Грейс звертає свою увагу на Річа: вона намагається допомогти йому зав'язати стосунки з дівчиною, яка йому подобається. Зрештою, Річ долає свою сором'язливість, проте до цього часу розуміє, що насправді закоханий у Грейс.
Міні зустрічається із найпопулярнішим хлопцем школи - Ніком, який є спортсменом. Коли Міні влаштовує показ мод, все починає провалюватися, зрештою вона була відсторонена від показу. Дівчина переживає за свою репутацію. Нік наполягає на фізичній близькості, а дівчина виявляється незайманою. На додаток до всього Міні дізнається, що Нік зрадив їй з її найкращою подругою Лів. Роман між Ніком та Лів триває; вони здогадуються, що Міні про все знає. Лів не може впоратися зі стресом і йде гуляти на самоті. Вона зустрічає Метті, і вони удвох проводять чудовий день. Повернувшись додому, Лів дізнається, що Метті – брат Ніка. Брати миряться, і Метті повертається додому. 

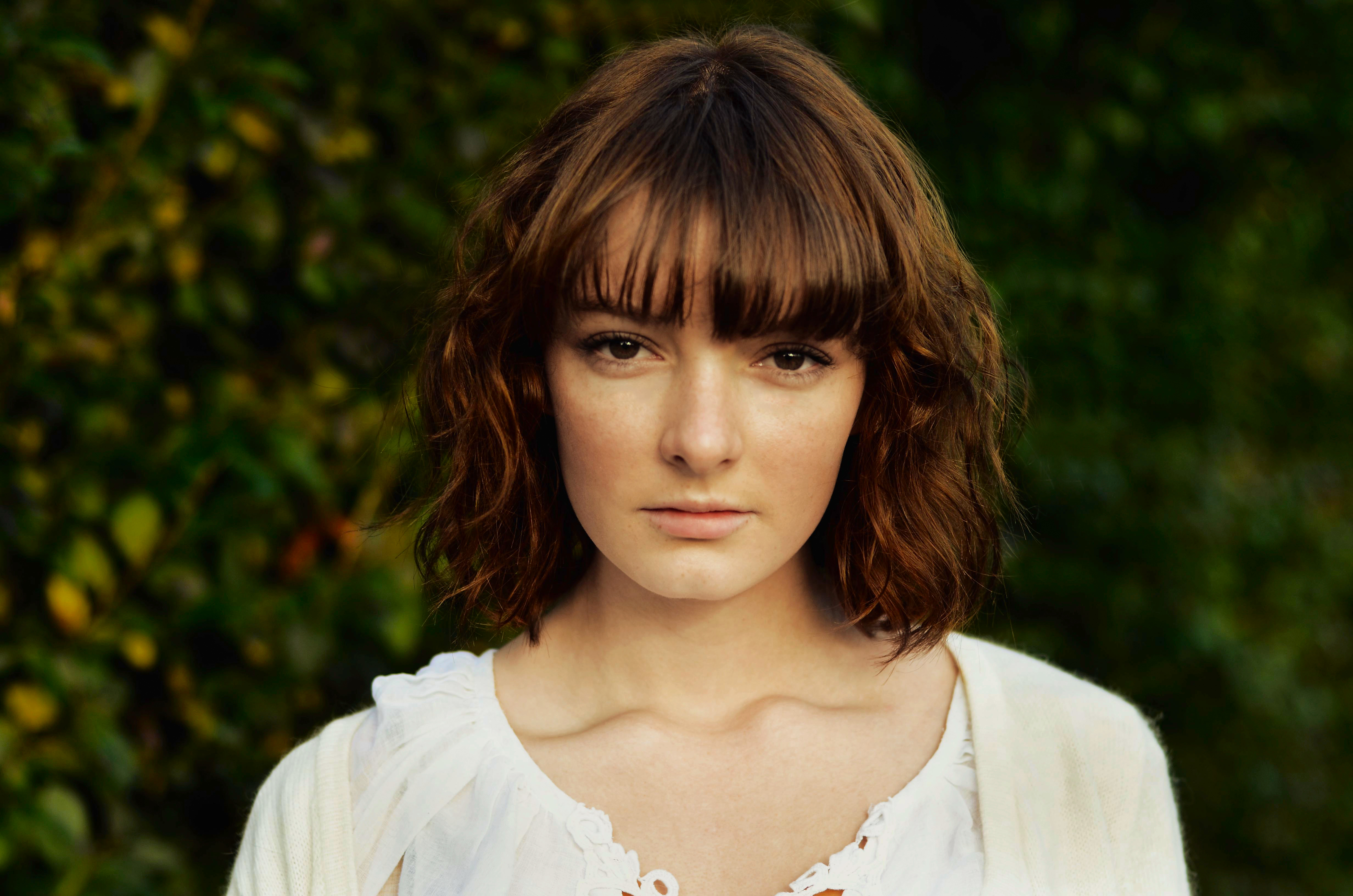
Дакота Блю Річардс зіграла Френкі Фіцджеральд в третьому поколінні.

Фермера Ало батьки хочуть забрати із коледжу. Той влаштовує вечірку, коли його батьки перебувають у від'їзді. Грейс знайомить Річа зі своїми батьками, і він з жахом розуміє, що батько його дівчини директор коледжу. Той ставить умову своїй доньці про те, що вона має отримувати лише хороші оцінки й узяти участь у постановці п'єси Шекспіра. Незважаючи на те, що постановка п'єси проходить на відмінно, батько каже Грейс, що її буде переведено до коледжу для дівчаток. Річ пропонує Грейс свою руку і серце. Друзі влаштовують для них весілля далеко від міста, і хоча батьки Грейс і зривають весілля, вони дозволяють їм залишитися з друзями.

### Шостий сезон
Сезон 6 починається зі сцен відпочинку компанії друзів у Марокко. Френкі втратила свою цноту з Метті, але він їй незабаром набрид, і вона відповідає на залицяння Люка — багатого торговця наркотиками. Друзі Люка просять Метті допомогти їм із перевезенням наркотиків, в обмін на це пропонують не чіпати Френкі. Френкі тим часом сідає в машину з Люком і їде, Метті разом з Лів і Грейс переслідують їх, але вони потрапляють в аварію і зривається з урвища, при цьому важко поранивши Грейс. У паніці він тікає, щоб уникнути арешту за зберігання марихуани та кетаміну, підсунутого Люком у його автомобіль. Повернувшись до Бристоль, Френкі намагається впоратися із почуттям провини.
Батько Грейс заважає Річу побачитися з дівчиною в лікарні, де вона лежить у комі, а потім й взагалі переводить її до лікарні у Швейцарії. Згодом батько Грейс повертається додому і зі сльозами повідомляє, що Грейс померла. Після цього він залишає посаду директора коледжу. В той самий час до школи вступає новий учень на ім'я Алекс, який звертає увагу на коло друзів померлої дівчини (особливо на Лів). 
У четвертій серії описані переживання Френкі, яка бореться зі стресом, а потім знаходить Люка в Бристолі і починає зустрічатися з ним. Люк часто проводить час у більярдній, а також бере участь у вуличних бійках. Коли під час такої бійки Нік намагається врятувати Френкі, відводячи її звідти, Люк знаходить їх і жорстоко б'є його на очах дівчини. Потім Люк, перебуваючи у нетверезому стані, ґвалтує її. Наприкінці серії виявляється, що Нік закоханий у Френкі, проте вона пропонує бути друзями.
В надії уникнути всіх проблем Міні знаходить свого батька Грегорі і шукає у нього підтримки, але незабаром дізнається, що вагітна від Ало, і в цей же час батько знову залишає її. Нік намагається знайти гроші, щоб повернути Метті назад до Англії, в той же час борючись із почуттями до Френкі. У сьомій серії на вечірці Ало знайомиться з дівчиною Поппі Чемпіон і за деякий час пропонує їй зустрічатися. Вони займаються сексом, але коли Ало дізнається, що Поппі 13 років, він розриває з нею стосунки. Засмучена Поппі заявляє на Ало в поліцію, звинувачуючи його в педофілії, призначається суд, і Ало думає про те, щоб втекти, проте врешті-решт йому дивом вдається уникнути покарання.
Лів намагається помиритися з подругами, але водночас вона продовжує звинувачувати Френкі у смерті Грейс. Наприкінці серії до міста повертається Метті. Мати Міні хоче змусити її відмовитися від дитини та віддати її на усиновлення. Наприкінці серії мама Міні та її бойфренд розуміють, що Міні серйозно налаштована та упокорюються з її становищем. Френкі уникає Метті та Ніка. Ало дізнається про вагітність Міні і приходить у паніку, але наприкінці серії він зізнається їй, що готовий будувати сім'ю та мати дитину.
У заключній серії у хлопців випускний і з цього приводу Алекс організовує грандіозну вечірку.

### Сьомий сезон
8 березня 2012 року в мережі з'явилася інформація про те, що серіал буде закрито після фінального сьомого сезону, який побачить світ у серпні 2013 року. Проте замість нових героїв (четвертого покоління) у зйомках братимуть участь герої із трьох попередніх поколінь. Незабаром ця інформація була підтверджена на офіційному сайті. Каю Скоделаріо, яка грала Еффі, вже було затверджено. Кетрін Прескотт, яка виконувала роль Емілі Фітч, у своїх інтерв'ю висловлювала сильне бажання повернутися до серіалу. Також повернутися в проект захотіла і Ганна Мюррей, яка грала Кессі Ейнсворт. 17 травня 2012 року у своєму твіттері Джек О'Коннелл оголосив, що повернеться у сьомому сезоні в ролі Кука.
7 сезон складається з 6 епізодів: два з них присвячені Еффі Стонем з 1-го і 2-го покоління (Skins. Fire), два - Кессі Ейнсворт (Skins. Pure) з 1-го покоління і два - Джеймсу Куку з 2-го го покоління (Skins. Rise). Ні про кого з героїв минулих сезонів, окрім Наомі та Емілі у «Skins. Fire» та батька та брата Кессі у «Skins. Pure» у 7 сезоні не згадується. У цьому сезоні розповідається про те, як склалося життя підлітків у Лондоні.

## Виробництво

### Написання сценарію
Команда сценаристів шоу має середній вік 21 рік і включає кілька «підліткових консультантів». Продюсер та сценарист серіалу Елслі сказав: «Вся справа в написанні. [...] Ми прагнемо дати нашій аудиторії відчути, що вони не самотні. [...]»

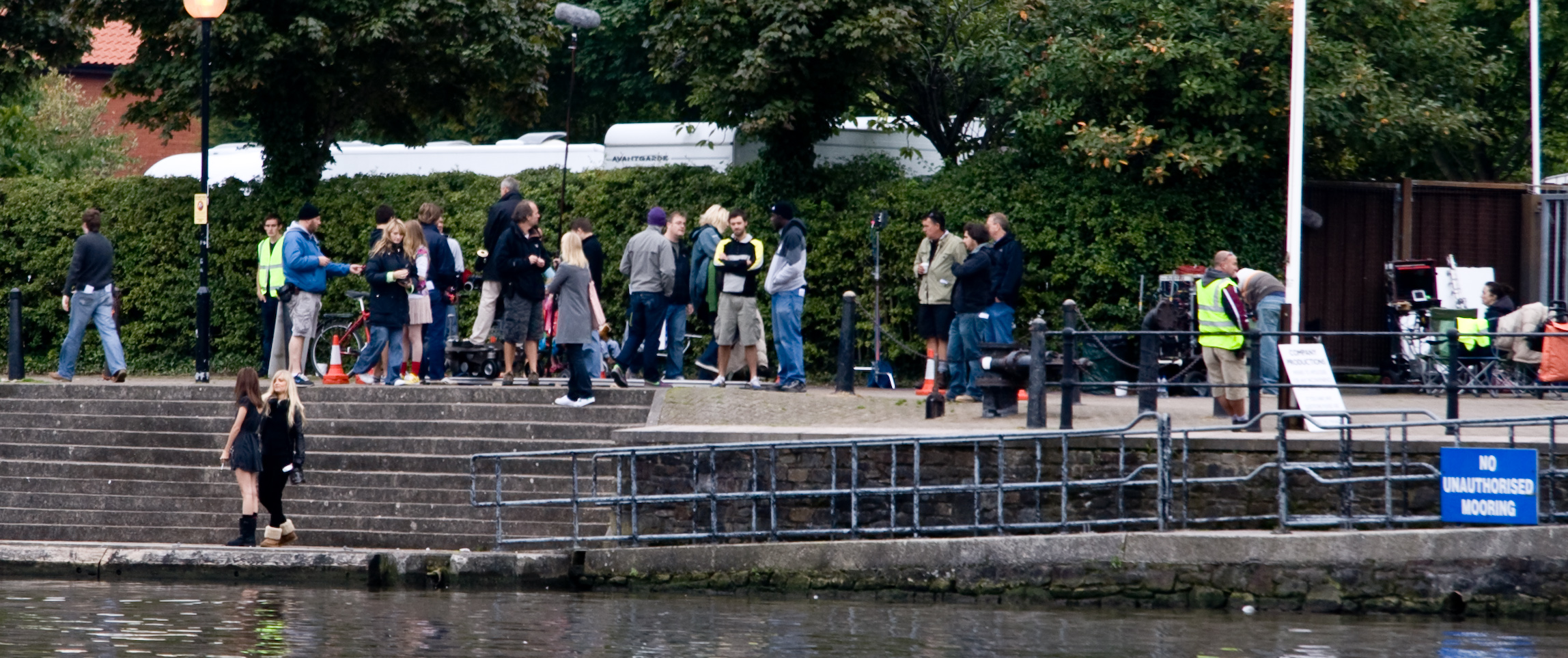
Зйомки епізоду "Pandora" в Бристолі.

У січні 2011 року Джеймі Бріттен оголосив відкритий для публіки конкурс авторів, щоб допомогти у розробці та написанні сценарію для шостого сезону. За словами Бріттена, переможець отримає «чотири місяці роботи з людьми, що займалися розробкою Skins, а також грошовий подарунок». Переможцями конкурсу 2011 року стали Софі Бойс (18 років) і Джо Хемпсон (21 рік). Переможець конкурсу 2008 року Ден Ловетт став офіційним членом команди сценаристів Скінс.

### Зйомки
Серіал було майже повністю знято в Бристолі. Шкільні сцени було знято в Академії Джона Кобота та Коледжі Філтона. Епізод «The trip to Russia» знімався в Литві, поблизу Вільнюса. Цей епізод було знято у співпраці з Литовською кіностудією та професійними литовськими акторами.
У квітні 2008 року було оголошено, що весь оригінальний акторський склад (окрім Кайї Скоделаріо та Лізи Беквелл) буде замінено для третього сезону. Виступаючи на телевізійній драматичній конференції Broadcast,  Елслі також підтвердив, що серіал буде дотримуватися своєї моделі представлення персонажів. Бріттен сказав, що новий акторський склад буде сильно відрізнятися від оригінальних персонажів, хоча люди все ще можуть помітити деякі подібності. У Бристолі й у Лондоні відбулися відкриті прослуховування для другого покоління Скінс, які залучили 1500 16-18-річних молодих акторів і не тільки.

### Онлайн контент
На веб-сайті Skins було опубліковано різноманітні відеоролики, включаючи відео-щоденники персонажів і міні-епізоди «Unseen Skins». Профілі головних персонажів Skins зберігаються в популярній соціальній мережі MySpace. Після кожного епізоду трек-лист саундтреків публікувався на веб-сайті E4. Існує також офіційний інтернет-бот Skins для Windows Live Messenger, який дозволяє користувачам отримувати автоматичні повідомлення протягом трансляції кожного епізоду з музичними титрами, дрібницями та закулісними плітками.

## Телевізійні рейтинги
Пілотний епізод Skins в середньому переглянули 1,5 мільйона глядачів. Рейтинги другого сезону досягли піку в 884 000 глядачів, що охопило 60% демографічної групи 16–24 років, однак це все одно було більш ніж на 500 000 глядачів нижче першого сезону. Фінал серіалу привернув 740 000 глядачів на E4, що дорівнює 4,65% аудиторії. Початок третього сезону привернув увагу 877 000 глядачів виявився популярним завдяки основній демографічній групі молодих людей — 56,2% глядачів, що були у віці від 16 до 34 років.

## Фільм та книги за серіалом
У Guardian 21 травня 2009 надрукували статтю про можливий фільм за мотивами серіалу. 27 травня 2010 у блозі Skins з'явилося підтвердження зйомок фільму. Зйомки мали б початись у вересні 2010 року, випуск був запланований на літо 2011 року. 
Джек О'Коннелл написав 4 січня 2012 року у своєму мікроблозі про те, що фільму не буде, а вся інформація про нього в майбутньому — видумки преси.
Зовсім недавно у своєму інтерв'ю продюсер серіалу Кріс Клоф повідомив про те, що думає про створення четвертого покоління. «Меня дійсно зацікавила можливість продовження серіалу» — заявив він журналу ELLE.  

У січні 2010 року видавництво Hodder & Stoughton опублікувало «Skins: The Novel», короткий роман Алі Кроніна, який описує події, що відбуваються між 3 і 4 сезонами. У березні 2011 року вони опублікували «Skins: v. 2: Summer Holiday», короткий роман Джесс Бріттейн, який розповідає про акторський склад 5 сезону. 

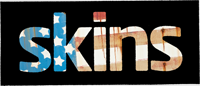
Зйомки американської версії серіалу почалися в лютому 2010 року в Торонто, Онтаріо, Канада.

## Американський ремейк
Незважаючи на те, що серіал транслювався в Сполучених Штатах на BBC America (лише серії 1–3 сезони), а деякі нецензурні висловлювання й сцени були заглушені й вирізані, MTV оголосило, що вони адаптують серіал, дія якого відбуватиметься в Балтиморі, штат Меріленд. Брайан Елслі став виконавчим продюсером. Зйомки серіалу почалися в лютому 2010 року в Торонто, Онтаріо, Канада.
Перший епізод американського серіалу майже повністю копіює перший епізод британського серіалу, але він відхиляється від оригінального сюжету в наступних епізодах, тому існують значні відмінності між версіями для США та Великобританії. Персонажі також схожі, але деякі імена були змінені; Сіда перейменували на Стенлі, Кессі на Кеді, а Джел на Дейзі. Крім того, молодша сестра Тоні Еффі була перейменована в Еуру. Однак найбільша зміна відбулася у вигляді дівчини Ті, що є лесбійкою. Вона замінила британського персонажа-гея Максі.
Про скасування шоу було оголошено MTV 10 червня 2011 року. 

## Цікаві факти
- У першому епізоді першого сезону Тоні Стонем читає книгу Сартра «Нудота».
- У своєму блозі Еффі пояснює свою мовчазність симпатією до Кларі Боу.
- У шостому епізоді другого сезону Тоні знайомиться з якоюсь дівчиною. Існує думка, що вона є або його аніме, або проєкцією його сестри. Сам епізод, імовірно, містить велику кількість алюзій на міф «Про Орфея та Еврідіку», який Еффі читає Тоні на самому початку серії.
- У першому епізоді третього сезону Кук спалює вміст однієї зі шкільних шафок. Це шафка Сіда.
- Коли Анвар перший раз займається сексом зі Скетч, переслідувачкою Максі, він перераховує всі фільми Хью Гранта. В кінці він вимовляє фразу: «Я ніколи не доходив до фільму „Мій хлопчик“». Саме в цьому фільмі знімався молодий Ніколас Холт, виконувач роль Тоні Стонема.[25]